# Stephen Hillenburg
Stephen McDannell Hillenburg (Lawton, Oklahoma, 21. kolovoza 1961. – San Marino, Kalifornija, 26. studenoga 2018.) bio je američki morski biolog, animator, pisac, producent, glumac i redatelj.
Poznat je kao kreator dječje serije Spužva Bob Skockani.
Rođen je 21. kolovoza 1961. u Lawtonu u Oklahomi. Djetinjstvo je proveo u Anaheimu. Stekao je mnoga zanimanja prije nego što nije postao profesor morske biologije.
Tijekom 1990-ih godina, počeo je se baviti animiranjem. Godine 1996., počinje s radovima na seriji Spužva Bob Skockani, koja je objavljena 1. svibnja 1999. godine.
Preminuo je 26. studenoga 2018. u kalifornijskom San Marinu.

## Karijera

### Početak rada
Hillenburg je diplomirao eksperimentalnu animaciju u Kaliforniji 1992. godine, a vrlo brzo počeo je osvajati nagrade za svoj rad.
Zaposlio se na Nickelodeonu, gdje je vodio, pisao i režirao seriju Rocko's Modern Life, sredinom 1990-ih.

### Spužva Bob Skockani
Zanimanje morskog biologa, mu je dalo ideju za seriju o morskim životinjama. Nakon što je završio sa serijom Rocko's Modern Life, počeo je kreirati seriju s nazivom "SpongeBoy Ahoy!", s glavnim likom "SpongeBoyem".
Nakon što je saznao da su oba dva naziva već zaštićene marke, preimenovao je seriju u "Spužva Bob Skockani", s kojom je dostigao velike uspjehe.
Krajem 2001. godine, postala je najgledanija dječja TV-emisija.

## Smrt
Prema časopisu Varietyu, uzrok smrti bio je ALS, za koji je Hillenburg otkrio da mu je dijagnosticiran u ožujku 2017. godine.
Nickelodeon je s porukom preko Twittera, obavijestio javnost o njegovoj smrti.

## Vanjske poveznice
- Stephen Hillenburg u internetskoj bazi filmova IMDb-u (engl.)